# Wojewódzkie Centrum Ortopedii i Rehabilitacji Narządów Ruchu im. Dr. Z. Radlińskiego w Łodzi
Wojewódzkie Centrum Ortopedii i Rehabilitacji Narządów Ruchu im. Dr. Z. Radlińskiego w Łodzi – szpital znajdujący się przy ul. Drewnowskiej 75 w Łodzi, działający w latach 1892–2014. Patronem szpitala był chirurg Zygmunt Radliński. Obiekt ujęty jest w Gminnej Ewidencji Zabytków Miasta Łodzi.

## Historia
Budynek szpitalny w tym miejscu powstał w 1892 wg projektu Juliusza Junga lub Hilarego Majewskiego. Następnie rozbudowano go w latach 1911–1913. Budowę sfinansowało Towarzystwo Akcyjne I. K. Poznański, a obiekt służył pracownikom zakładów Izraela Poznańskiego. Obiekt ten funkcjonował pod nazwą: Szpital pracowniczy Towarzystwa Akcyjnego Wyrobów Bawełnianych I. K. Poznański, niemniej obiegowo nazywano go szpitalem pw. św. Józefa. W 1924 zmieniono nazwę szpitala w celu odróżnienia go od Szpitala im. Izraela i Leonii Poznańskich.
W 1914 szpital przejęto na potrzeby wojskowe – początkowo był użytkowany przez wojska rosyjskie, z czasem był użytkowany jako lazaret wojsk niemieckich by w 1915 znów się stać szpitalem dla pracowników fabryki Izraela Poznańskiego, a następnie, pod koniec 1915, szpital przeznaczono na cele leczenia tyfusu ze względu na lawinowy wzrost zakażeń tą chorobą w Łodzi. W maju 1916 placówkę zamknięto. Ponownie otwarto go 17 czerwca 1917, przeznaczając go na cele leczenia chorób płuc, a w 1918 otwarto w nim oddział chirurgiczny.
Od 8 lutego 1940 szpital podlegał Chaimowi Rumkowskiemu i służył leczeniu żydów osiedlonych Litzmanstadt Ghetto. We wrześniu 1942 okupanci niemieccy podjęli akcję likwidacji chorych w getcie, co przyczyniło się do zamknięcia wszystkich szpitali w jego obrębie. Szpital pw. św. Józefa przekształcono wówczas w zakład niewolniczej pracy – oddział produkcji pończoch i rękawiczek – zakład 67 (niem. Handschuh und Strumpf Abteilung – Betrieb 67). Od 1945 szpital przywracano do funkcjonowania. Pierwszym dyrektorem został dr Józef Komza. Rolą dyrektora było przede wszystkim podniesienie szpitala ze zniszczeń, znalezienie wykwalifikowanego personelu. W 1951 szpital w pełni funkcjonował i obejmował 165 łóżek oraz posiadał kompletny personel lekarski. W 1952 po śmierci Komzy nowym dyrektorem został Edmund Bartkowiak z Kliniki Ortopedii w Poznaniu. W marcu 2014 po wybudowaniu Centrum Kliniczno-Dydaktycznego Uniwersytetu Medycznego przy ul. Pomorskiej 251 przeniesiono ortopedię z ul. Drewnowskiej.